# Argenteuil
Argenteuil és un municipi francès, situat al departament de Val-d'Oise i a la regió de l'Illa de França. L'any 2007 tenia 102.572 habitants.
Forma part dels cantons Argenteuil-1, Argenteuil-2 i Argenteuil-3, del districte d'Argenteuil. I des del 2016, forma part de la divisió Boucle Nord de Seine de la Metròpoli del Gran París.
Situada vora el Sena, a la rodalia de París, es va desenvolupar a partir d'un primitiu nucli que nasqué al voltant d'un monestir creat al segle vii. Actualment és un nucli tant agrícola com industrial, amb una gran activitat metal·lúrgica, química i de fabricació de mobles.
Manet i Monet la prengueren sovint com a tema d'alguns de llurs quadres impressionistes més coneguts a la dècada del 1870.

## Demografia

### Població
El 2007 la població de fet d'Argenteuil era de 102.572 persones. Hi havia 37.370 famílies, de les quals 11.558 eren unipersonals (4.887 homes vivint sols i 6.671 dones vivint soles), 7.756 parelles sense fills, 13.382 parelles amb fills i 4.674 famílies monoparentals amb fills.
La població ha evolucionat segons el següent gràfic:
Habitants censats

### Habitatges
El 2007 hi havia 41.011 habitatges, 38.634 eren l'habitatge principal de la família, 285 eren segones residències i 2.092 estaven desocupats. 14.591 eren cases i 25.794 eren apartaments. Dels 38.634 habitatges principals, 17.508 estaven ocupats pels seus propietaris, 20.302 estaven llogats i ocupats pels llogaters i 824 estaven cedits a títol gratuït; 2.730 tenien una cambra, 6.260 en tenien dues, 12.498 en tenien tres, 10.268 en tenien quatre i 6.879 en tenien cinc o més. 19.635 habitatges disposaven pel capbaix d'una plaça de pàrquing. A 18.963 habitatges hi havia un automòbil i a 8.027 n'hi havia dos o més.

### Piràmide de població
La piràmide de població per edats i sexe el 2009 era:
| Homes | Edats   | Dones |
| ----- | ------- | ----- |
| 28    | 95 o +  | 100   |
| 72    | 90 a 94 | 316   |
| 288   | 85 a 89 | 584   |
| 272   | 80 a 84 | 692   |
| 964   | 75 a 79 | 1.536 |
| 1.124 | 70 a 74 | 1.628 |
| 1.732 | 65 a 69 | 1.760 |
| 1.848 | 60 a 64 | 1.940 |
| 2.476 | 55 a 59 | 1.876 |
| 3.288 | 50 a 54 | 3.124 |
| 3.204 | 45 a 49 | 3.352 |
| 3.488 | 40 a 44 | 3.612 |
| 3.644 | 35 a 39 | 3.860 |
| 3.928 | 30 a 34 | 3.944 |
| 3.556 | 25 a 29 | 3.640 |
| 2.968 | 20 a 24 | 3.260 |
| 3.400 | 15 a 19 | 2.984 |
| 3.284 | 10 a 14 | 3.188 |
| 3.552 | 5 a 9   | 3.460 |
| 3.012 | 0 a 4   | 2.968 |

## Economia
El 2007 la població en edat de treballar era de 68.307 persones, 49.801 eren actives i 18.506 eren inactives. De les 49.801 persones actives 42.318 estaven ocupades (22.181 homes i 20.137 dones) i 7.482 estaven aturades (3.750 homes i 3.732 dones). De les 18.506 persones inactives 4.058 estaven jubilades, 7.223 estaven estudiant i 7.225 estaven classificades com a «altres inactius».

### Ingressos
El 2009 a Argenteuil hi havia 38.768 unitats fiscals que integraven 106.788 persones, la mediana anual d'ingressos fiscals per persona era de 15.680 €.

### Activitats econòmiques
Dels 4.771 establiments que hi havia el 2007, 28 eren d'empreses extractives, 55 d'empreses alimentàries, 53 d'empreses de fabricació de material elèctric, 6 d'empreses de fabricació d'elements pel transport, 170 d'empreses de fabricació d'altres productes industrials, 827 d'empreses de construcció, 1.298 d'empreses de comerç i reparació d'automòbils, 309 d'empreses de transport, 303 d'empreses d'hostatgeria i restauració, 144 d'empreses d'informació i comunicació, 147 d'empreses financeres, 187 d'empreses immobiliàries, 646 d'empreses de serveis, 391 d'entitats de l'administració pública i 207 d'empreses classificades com a «altres activitats de serveis».
Dels 1.307 establiments de servei als particulars que hi havia el 2009, 1 era una comissaria de policia, 4 oficines d'administració d'Hisenda pública, 2 oficines del servei públic d'ocupació, 1 gendarmeria, 8 oficines de correu, 31 oficines bancàries, 10 funeràries, 99 tallers de reparació d'automòbils i de material agrícola, 7 tallers d'inspecció tècnica de vehicles, 13 establiments de lloguer de cotxes, 16 autoescoles, 105 paletes, 124 guixaires pintors, 97 fusteries, 149 lampisteries, 107 electricistes, 143 empreses de construcció, 74 perruqueries, 4 veterinaris, 12 agències de treball temporal, 213 restaurants, 57 agències immobiliàries, 18 tintoreries i 12 salons de bellesa.
Dels 320 establiments comercials que hi havia el 2009, 1 era, 10 supermercats, 2 grans superfícies de material de bricolatge, 3 botigues de més de 120 m², 54 botiges de menys de 120 m², 52 fleques, 33 carnisseries, 1 una carnisseria, 1 una botiga de congelats, 14 llibreries, 58 botigues de roba, 6 botigues d'equipament de la llar, 9 sabateries, 13 botigues d'electrodomèstics, 13 botigues de mobles, 7 botigues de material esportiu, 2 botigues de material de revestiment de parets i terra, 9 drogueries, 10 perfumeries, 10 joieries i 12 floristeries.
L'any 2000 a Argenteuil hi havia 7 explotacions agrícoles que ocupaven un total de 42 hectàrees.

## Equipaments sanitaris i escolars
El 2009 hi havia 1 hospital de tractaments de curta durada, 1 hospital de tractaments de mitja durada (seguiment i rehabilitació, 1 un hospital de tractaments de llarga durada, 4 psiquiàtrics, 1 centre d'urgències, 1 maternitat, 4 centres de salut, 34 farmàcies i 10 ambulàncies.
El 2009 hi havia 28 escoles maternals i 28 escoles elementals. A Argenteuil hi havia 11 col·legis d'educació secundària, 5 liceus d'ensenyament general i 1 liceu tecnològic. Als col·legis d'educació secundària hi havia 5.199 alumnes, als liceus d'ensenyament general n'hi havia 4.625 i als liceus tecnològics 505.
Argenteuil disposava d'un centre de formació no universitària superior de formació sanitària. Disposava d'un institut universitari.

## Poblacions més properes
El següent diagrama mostra les poblacions més properes.